# Retrogore
Retrogore är det belgiska brutal death metal-bandet Aborteds nionde studioalbum, utgivet i april 2016 på Century Media Records. Albumet gavs även ut i begränsad boxutgåva. Den senare utgåvan innehåller bonus-EP:n Termination Redux som släpptes i januari samma år.
Gitarristen Danny Tunker hade lämnat bandet och ersatts av Ian Jekelis.
Musikvideor till "Termination Redux" och "Divine Impediment" spelades in. Den förra innehåller gästsång från Julien Truchan (Benighted) och den senare från Travis Ryan (Cattle Decapitation).

## Låtlista
1. "Dellamorte Dellamore" (instrumental) – 0:50
2. "Retro Gore" – 4:17
3. "Cadaverous Banquet" – 4:13
4. "Whoremageddon" – 3:30
5. "Termination Redux" – 3:28
6. "Bit by Bit" – 4:03
7. "Divine Impediment" – 4:19
8. "Coven of Ignorance" – 3:43
9. "The Mephitic Conundrum" – 3:19
10. "Forged for Decrepitude" – 2:42
11. "From Beyond (the Grave)" – 4:23
12. "In Avernus" – 4:36

Bonusspår på den begränsade boxutgåvan
1. "Liberate Me Ex Inferis" (instrumental) – 0:31
2. "Termination Redux" – 3:27
3. "Vestal Disfigurement upon the Sacred Chantry" – 3:45
4. "Bound in Acrimony" – 2:12
5. "The Holocaust Re-Incarnate" – 5:22

## Medverkande
Musiker
- Sven de Caluwé – sång
- Mendel bij de Leij – gitarr
- Ian Jekelis – gitarr
- J.B. van der Wal – basgitarr
- Ken Bedene – trummor

Bidragande musiker
- David Davidson – sång
- Julien Truchan – sång
- Jason Keyser – sång
- Alex Karlinsky – keyboard, samples
- Kristian Kohlmannslehner – keyboard, samples
- Travis Ryan – sång

Produktion
- Kristian Kohlmannslehner – producent, inspelningstekniker, mixning, mastering
- Sven de Caluwé – design, layout
- Christopher Lovell – albumkonst
- Coki Greenway – albumkonst